# Halslymphknoten
Als Halslymphknoten (Lymphonodi cervicales, Zervikale Lymphknoten) werden die im Bereich des Halses gelegenen Lymphknoten bezeichnet.

## Mensch

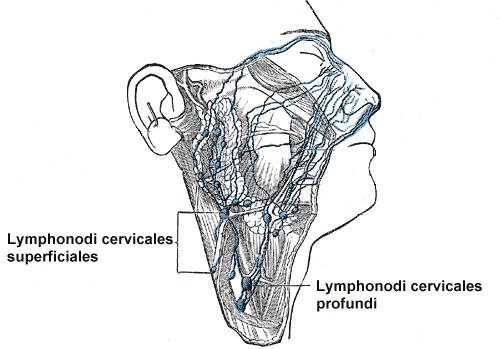
Halslymphknoten des Menschen

Beim Menschen werden drei Lymphknotengruppen unterschieden.
Die oberflächlichen Halslymphknoten (Lymphonodi cervicales superficiales) liegen an der Halsseite entlang der Vena jugularis externa auf dem Musculus sternocleidomastoideus bis zum Vorderrand des Musculus trapezius. Sie stehen mit den tiefen Halslymphknoten in Verbindung.
Die tiefen Halslymphknoten (Lymphonodi cervicales profundi) liegen entlang der Halsschlagader unter dem Musculus sternocleidomastoideus. Ihnen sind organnah weitere Lymphknoten vorgeschaltet: die Schilddrüsenlymphknoten (Lymphonodi thyroidei), die Lymphonodi pretracheales und die Lymphonodi paratracheales.
Die vorderen Halslymphknoten (Lymphonodi cervicales anteriores) sind variabel, das heißt nicht bei jedem Individuum ausgebildet. Sie liegen an der Halsvorderseite dem Kehlkopf und der Luftröhre an.

## Haustiere
Vergleichend-anatomisch werden in der Veterinäranatomie zwei Lymphknotengruppen (sog. „Lymphzentren“) unterschieden: Das oberflächliche (Lymphocentrum cervicale superficiale) und das tiefe Halslymphzentrum (Lymphocentrum cervicale profundum).
Das oberflächliche Halslymphzentrum besteht aus den oberflächlichen Halslymphknoten (Lymphonodi cervicales superficiales). Diese werden auch als Buglymphknoten bezeichnet und befinden sich vor dem Schultergelenk unter dem Musculus omotransversarius. Sie sind durch diesen Muskel bei Pferden, Rindern, Hunden und mageren Katzen tastbar. Bei Schweinen und Katzen werden sie als Lymphonodi cervicales superficiales dorsales  bezeichnet, weil außer dem Buglymphknoten noch eine weitere zur Halsunterseite gelegene Gruppe (Lymphonodi cervicales superficiales ventrales) an der Unterkante des Musculus brachiocephalicus, bei Schweinen auch noch eine dazwischen liegende Gruppe (Lymphonodi cervicales superficiales medii) medial des Musculus brachiocephalicus ausgebildet sind.
Das tiefe Halslymphzentrum besteht aus den tiefen Halslymphknoten (Lymphonodi cervicales profundi) die entlang des Halsteils der Luftröhre liegen. Sie werden in drei Gruppen: die vorderen tiefen (Lymphonodi cervicales profundi craniales), die mittleren (Lymphonodi cervicales profundi medii) und die hinteren tiefen  Halslymphknoten (Lymphonodi cervicales profundi caudales) unterteilt. Bei Hunden können sie diese inkonstant, bei Katzen, Schafen und Ziegen fehlen meist die vorderen und mittleren, bei Schweinen die mittleren.